# Telephlebia godeffroyi
Telephlebia godeffroyi là loài chuồn chuồn trong họ Aeshnidae. Loài này được Selys mô tả khoa học đầu tiên năm 1883.